# モノドラモン
モノドラモンはデジタルモンスターシリーズに登場する架空の生命体・デジタルモンスターの一種。

## 概要
ワンダースワン・ミレニアモンシリーズ最終作・ブレイブテイマーで初登場し、秋山リョウのパートナーとなる。翼竜のようなデザイン。

## 種族としてのモノドラモン
乱暴な性格の小竜型デジモン。翼はあるが飛べない。

### 基本データ
- 世代/成長期
- タイプ/小竜型
- 属性/ワクチン種
- 必殺技/ビートナックル
- 得意技/クラックバイト
- 勢力/ネイチャースピリッツ

## 登場人物としてのモノドラモン
ケトモン→ホップモン→モノドラモン→ストライクドラモン→サイバードラモン→ジャスティモンARMポイント
- ブレイブテイマー - 過去に飛ばされ記憶を失ったリョウのパートナーとなり、アニメ歴代のパートナーデジモンたちと共にエニアックに送り込まれるミレニアモンの刺客たちを撃破していく。最終戦では不死身のミレニアモンを封印するための重要な役目を果たす。
- デジモンテイマーズ - 上記作品とは話の整合性がつかない部分も多いが同一個体とされている。サイバードラモンの成長期。テイマーによる拘束が必要なほど凶暴な性格で、リアルワールドで生活することが困難なためリョウと共にデジタルワールドを1年近く旅していたが、留姫たちと出会い現実世界へ帰還する。モノドラモンとしての登場シーンは短いが大人しく車に乗るなど抑えが利いていた。